# Koneavo, Kiustendil
Koneavo (în bulgară Коняво) este un sat în comuna Kiustendil, regiunea Kiustendil,  Bulgaria. 

## Demografie
Componența etnică a satului Koneavo
     Bulgari (96,63%)
     Nicio identificare (3,36%)
     Altele (0%)
La recensământul din 2011, populația satului Koneavo era de 832 locuitori. Din punct de vedere etnic, majoritatea locuitorilor (96,63%) erau bulgari. Pentru 3,36% din locuitori nu este cunoscută apartenența etnică.